# Relapse Records
La Relapse Records è una etichetta indipendente di Filadelfia, Pennsylvania, basata soprattutto sulla musica metal. Venne fondata da Matt Jacobson nell'agosto del 1990 ad Aurora, Colorado. L'etichetta è specializzata in varietà estreme e sperimentali dell'heavy metal, con un occhio di riguardo per il death metal ed il grindcore. Si tratta forse dell'etichetta più famosa del mondo per questi generi, avendo messo sotto contratto band molto influenti ed importanti, come Nile, Cephalic Carnage, Dying Fetus e Nasum .

## Band sotto contratto
- Agoraphobic Nosebleed
- Alabama Thunderpussy
- Alchemist
- Antigama
- Benumb
- Birds of Prey
- Bongzilla
- Brian Posehn
- Buried Inside
- Burnt by the Sun
- Burst
- Car Bomb
- Cephalic Carnage
- Citizen
- Coldworker
- Coliseum
- Cretin
- Cripple Bastards
- Devil Master
- Disfear
- Don Caballero
- Dying Fetus
- Dysrhythmia
- The End
- Facedowninshit
- Fuck the Facts
- Gadget (gruppo musicale)
- Genghis Tron
- Goblin Rebirth
- Halo
- High on Fire
- Jucifer
- Leng Tch'e
- Man Must Die
- Minsk
- Misery Index
- Mose Giganticus
- Myrkur
- Necrophagist
- Neurosis
- Nothing
- Origin
- Pig Destroyer
- Regurgitate
- Red Fang
- Revocation
- Rumpelstiltskin Grinder
- Rwake
- Skinless
- Suffocation
- The County Medical Examiners
- The Dillinger Escape Plan
- Unearthly Trance
- Zeke
- Zombi

## Band passate
- Abscess
- Amber Asylum
- Amorphis
- Anal Cunt
- Baroness
- Blood Duster
- Brand New
- Brutal Truth
- Candiru
- Coalesce
- Converge
- Convulse
- Daylight Dies
- Dead World
- Deceased
- Destroy
- Disembowelment
- Dixisrupt
- Exhumed
- Exit-13
- Flesh Parade
- General Surgery
- Genocide Superstars
- Gore Beyond Necropsy
- Goreaphobia
- Hemdale
- Human Remains
- Incantation
- Karaboudjan
- Malformed Earthborn
- Mastodon
- Merzbow
- Mindrot
- Mononstat 7
- Morgion
- Mortician
- Mythic
- Nasum
- Nebula
- Nightstick
- Nile
- Pan-thy-monium
- People!
- Phobia
- Karl Sanders
- Soilent Green
- Subarachnoid Space
- Today Is the Day
- Unsane
- Uphill Battle
- Vidna Obmana